# Пит, Аманда
Ама́нда Пит (англ. Amanda Peet; род. 11 января 1972, Нью-Йорк, Нью-Йорк, США) — американская актриса кино и телевидения.
Широкое признание получила благодаря фильму «Девять ярдов». Также известна по фильмам «Любовь по правилам и без», «Идентификация», «Сириана», «Экс-любовник» и др.

## Биография
Аманда Пит родилась 11 января 1972 года в Нью-Йорке в семье социальной служащей Пенни Пит (урождённая Леви) и корпоративного юриста Чарльза Пита. Сейчас родители Аманды находятся в разводе. Отец актрисы принадлежит к религиозной общине квакеров, мать — еврейка.
Изучала историю в Колумбийском университете. По окончании театральной студии Уты Хаген при университете Пит решила стать актрисой.

### 1995—1999
Первое появление Аманды Пит на телевизионном экране состоялось в рекламе конфет Skittles. В то же время актриса снималась в эпизодических ролях в сериале «Закон и порядок», играла небольшие роли в малобюджетных картинах. Первой работой на киноэкране стал фильм «Звериная комната», вышедший на экраны в 1995 году. На съёмках следующего фильма («Один прекрасный день») партнёрами актрисы стали Джордж Клуни и Мишель Пфайффер. В том же 1996 году Пит сыграла небольшую роль в романтической комедии «Только она единственная» вместе с Дженнифер Энистон и Камерон Диас.
После нескольких второстепенных ролей Пит получила свою первую главную роль в сериале «Джек и Джилл», который транслировался на телевидении два сезона. Молодая актриса заменила в нём Амелию Хейнл. В 1998—1999 годах Аманда Пит снималась и в других телевизионных постановках.

### Начало 2000-х

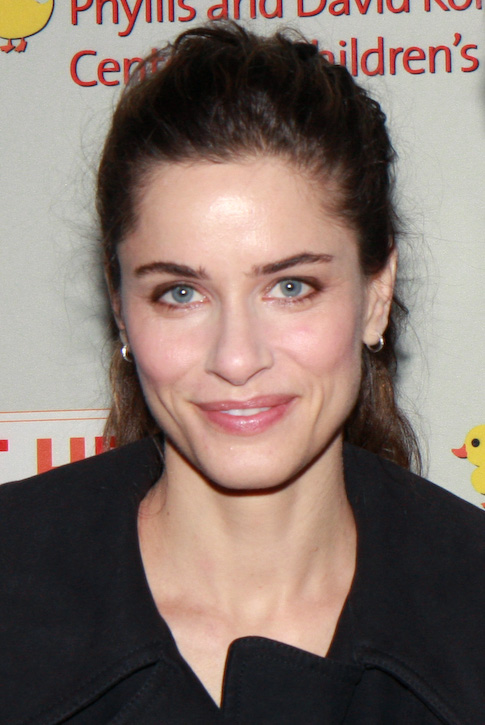
Пит в 2009 году

В это время Аманда Пит получила роль в биографическом фильме «Настоящая женщина», в котором она снялась вместе с Бетт Мидлер и Нейтаном Лейном. Фильм вышел в прокат в январе 2000 года. В 2000 году Пит снялась в комедийном фильме «Девять ярдов», роль в котором принесла молодой актрисе известность. Партнёрами Пит в фильме стали Брюс Уиллис и Мэттью Перри. Кинокартина содержала эпизод с обнажённой актрисой. Фильм получил несколько лестных отзывов критиков и собрал в прокате свыше 106 миллионов долларов. Кинокритик Роджер Эберт оценил игру Аманды Пит как превосходную, поскольку она в точности исполнила то, что требовалось от неё по сценарию.
За исполнение роли Джилл Сент-Клэр в фильме «Девять ярдов» в 2001 году Аманда Пит была номинирована на звание «Лучшей актрисы комедийного плана» «Blockbuster Entertainment Awards» и премию «Teen Choice Awards» по итогам 2000 года. В том же году актриса получила премию «Молодой Голливуд» в категории «Открытие года» за главную роль в независимом фильме «Проигравший» и попала в список пятидесяти самых красивых людей планеты по версии журнала «People».
Также в 2001 году Пит появилась в фильме «Стерва», который провалился в прокате и собрал чуть более 26 миллионов долларов. В том же году на экраны вышла психологическая драма «Игби идёт ко дну», где актриса сыграла роль Рэйчел.
В 2002 году актриса снялась в эпизодической роли в триллере «В чужом ряду», где сыграла жену главного героя Гэвина в исполнении Бена Аффлека. В 2003 году Аманда Пит появилась в романтической комедии «Любовь по правилам и без». В этом фильме её партнёрами по съёмочной площадке стали Джек Николсон и Киану Ривз. Кинокартина имела коммерческий успех и была высоко оценена критиками.
В том же 2003 году на экран вышел психологический триллер «Идентификация», в котором Пит исполнила роль бывшей проститутки Пэрис, которая мечтает купить домик в родном краю. На съёмочной площадке актриса работала вместе с Джоном Кьюсаком, Рэем Лиоттой и Джоном Хоуксом. Фильм имел скромные сборы в прокате и получил довольно много критических замечаний. В следующем году Аманда Пит снялась в продолжении гангстерской комедии «Девять ярдов 2», который был холодно встречен зрителями и кинокритиками.

### 2005—2007
В 2005 году, всего лишь после шести дней репетиций, Аманда Пит заменила актрису Марису Томей в спектакле This Is How It Goes. 18 марта 2005 года в ограниченном кинопрокате выходит трагикомедия Вуди Аллена «Мелинда и Мелинда» с Пит в главной роли. В том же году Пит получила главную роль в романтической комедии «Больше чем любовь», где её партнёром стал Эштон Кутчер. Фильм рассказывает об истории двух молодых людей, чья страсть со временем перерастает в дружбу и, позже, в романтические отношения. Фильм имел кассовый успех, но отзывы критиков были неоднозначны. «Лос-Анджелес Таймс» писала, что «игру Аманды, её взаимоотношения с Кутчером на экране, можно равно критиковать или одобрять». За роль в этом фильме в 2005 году актриса была номинирована на премию Teen Choice Awards в категории «Лучшая комедийная актриса».
Вместе с Джорджем Клуни Пит сыграла в триллере «Сириана». Фильм был основан на воспоминаниях агента Центрального разведывательного управления США Роберта Байера, о своём пребывании на Ближнем Востоке. Аманда Пит сыграла роль Джулии Вудман, жены нефтяного брокера Брайна Вудмана, роль которого исполнил Мэтт Деймон. Фильм вышел в прокат в ноябре 2005 года.
В феврале 2006 года Пит участвовала в бродвейской постановке Нейла Симона «Босиком по парку». Позднее она снялась в романтической драме «Гриффин и Феникс: На краю счастья», где сыграла роль неизлечимо больной женщины Сары Феникс. В том же году Пит прошла кастинг в сериал «Studio 60 on the Sunset Strip» на телеканале NBC. Её партнёрами стали Мэттью Перри и Сара Полсон, с которой работала на съёмках в «Джек и Джилл». Премьера сериала состоялась 18 сентября 2006 года. В 2007 году за роль в сериале актриса была номинирована на премию Best Actress — Television Series Drama.
В 2007 году Пит снялась в романтической комедии «Мой бывший», где сыграла роль адвоката, находящейся в декретном отпуске. Фильм вышедший на экраны 11 мая 2007 года, провалился в прокате и получил отрицательные отзывы критиков.

### С 2008
В 2008 году Аманда Пит появилась на экране в роли агента ФБР в кинокартине «Секретные материалы. Хочу верить». Следующим её фильмом в том году стала малобюджетная независимая работа Найджела Коула «Пять долларов в день», в которой она сыграла роль красавицы Мэгги. Фильм открывал Международный кинофестиваль в Торонто 2008 года. Также в картине были задействованы Кристофер Уокен и Шэрон Стоун. В том же году Пит снялась в криминальной драме «То, что тебя не убивает», которая вышла в ограниченном прокате. Фильм, в целом, получил благоприятные отзывы.

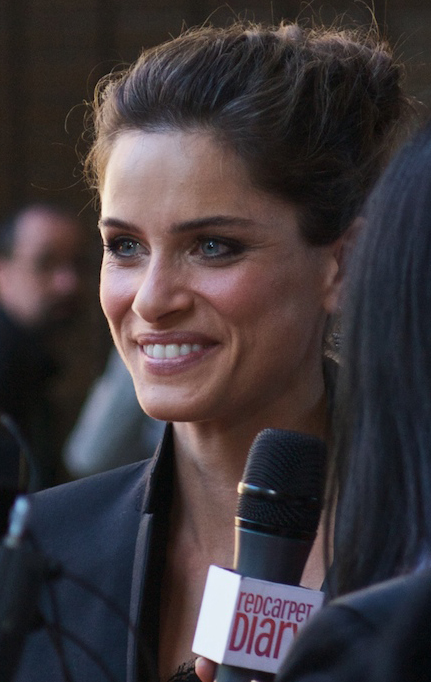
Аманда Пит на Международном кинофестивале в Торонто 2009 года

В 2009 году Аманда Пит вместе с Джоном Кьюсаком и Дэнни Гловером снялась в фильме-катастрофе «2012» режиссёра Роланда Эммериха. Она сыграла Кейт Кёртис, бывшую жену главного героя писателя Джексона. Фильм получил довольно сдержанную оценку критиков, зато в прокате собрал 769 679 473 долларов, что стало самым большим успехом Аманды за всю карьеру.
В 2010 году на экраны вышла комедийная драма «Дайте пожалуйста», где Пит работала вместе с актрисами Кэтрин Кинер и Ребеккой Холл. В фильме она сыграла роль косметолога Мэри. Кинокартина была показана в ограниченном прокате, но участвовала во внеконкурсной программе на 60-м Берлинском кинофестивале. Тем не менее, фильм получил несколько отзывов. Критик Этан Альтер (Ethan Alter) из журнала «Film Journal International» высказал мнение, что Пит сыграла лучшую свою роль за всю кинокарьеру. Пит, вместе с коллегами по фильму, была номинирована на приз за лучший актёрский ансамбль. В 2010 году Аманда появилась в телесериале «Как я встретил вашу маму» в качестве приглашённой звезды.
С 2010 года Аманда Пит принимает участие в анимационном научно-познавательном проекте «Квантовое путешествие: Космическая одиссея Кассини», который выходит с 13 января 2010 года в США. В том же году подключилась к съёмкам приключенческого фильма «Путешествия Гулливера». В нём появилась вместе с актёрами Джеком Блэком, Джейсоном Сигелом и Эмили Блант. Фильм вышел в прокат 22 декабря 2010 года в формате 3D. Пит сыграла роль Дарси, возлюбленной Гулливера.
Сейчас[когда?] актриса задействована в съёмках пилотных серий ситкома канала NBC «Bent».

## Личная жизнь
С 30 сентября 2006 года Аманда замужем за сценаристом Дэвидом Бениоффом, с которым она встречалась 4 года до их свадьбы. У супругов есть трое детей: две дочери Фрэнсис Пен Фридман (род.20.02.2007) и Молли Джун Фридман (род. 19 апреля 2010), и сын — Генри Пит Фридман (род 7 декабря 2014).
В 2008 году Аманда Пит стала волонтёром организации Every Child By Two (ECBT), пропагандирующей обязательную вакцинацию детей от инфекционных заболеваний. Актриса начала свою работу после того, как узнала, как «велико количество дезинформации по поводу прививок в мире и особенно в Голливуде». В интервью журналу Cookie Пит заявила: «Честно говоря, я думаю, что родители, отказывающиеся от вакцинации своих детей — паразиты», объяснив это тем, что снижая вымышленный вред от прививок, они снижают общий процент вакцинированных детей, что неминуемо приведёт к увеличению риска возникновения опасных болезней. Такой комментарий Аманды вызвал бурную реакцию в обществе, она, извинившись за использование термина «паразиты», осталась, тем не менее, при своём мнении о важности и безопасности вакцинации детей. 18 мая 2009 года «Независимая следственная группа» IIG вручила Аманде Пит награду за её работу в области популяризации вакцинации.

## Фильмография
| Год       | Название фильма                      | Оригинальное название                  | Роль             |
| --------- | ------------------------------------ | -------------------------------------- | ---------------- |
| 1995      | Звериная комната                     | Animal Room                            | Дебби            |
| 1996      |                                      | Winterlude                             |                  |
| 1996      | Virginity                            |                                        |                  |
| 1996      |                                      | C.P.W.                                 | Робин Гейнер     |
| 1996      | Только она единственная              | She’s the One                          | Молли            |
| 1996      | Один прекрасный день                 | One Fine Day                           | Селия            |
| 1997      |                                      | Sax and Violins                        |                  |
| 1997      | Спин-Сити                            | Spin City                              | Шелли МакКори    |
| 1997      | Колесо судьбы                        | Grind                                  | Пэтти            |
| 1997      | Прикоснись ко мне                    | Touch Me                               | Бриджит          |
| 1997      | Эллен Фостер                         | Ellen Foster                           | Джулия Хоббс     |
| 1998      | Происхождение видов                  | Origin of the Species                  | Джулия           |
| 1998      | 1999                                 | 1999                                   | Николь           |
| 1998      | Софи                                 | Southie                                | Мариан Сильва    |
| 1998      | Превратности любви                   | Playing by Heart                       | Эмбер            |
| 1999      | Просто неотразима                    | Simply Irresistible                    | Крис             |
| 1999      |                                      | Jump                                   | Лиза             |
| 1999      | Двойная любовь                       | Two Ninas                              | Нина Харрис      |
| 1999      | Обнажённые тела                      | Body Shots                             | Джейн Баннистер  |
| 1999—2001 | Джек и Джилл                         | Jack & Jill                            | Джек             |
| 2000      |                                      | Zoe Loses It                           | Зои              |
| 2000      | Настоящая женщина                    | Isn’t She Great                        | Дебби            |
| 2000      | Девять ярдов                         | The Whole Nine Yards                   | Джилл            |
| 2000      | Взлом                                | Takedown                               | Карен            |
| 2000      | Проигравший                          | Whipped                                | Миа              |
| 2001      |                                      | Date Squad                             | Белкис Фельчер   |
| 2001      | Стерва                               | Saving Silverman                       | Джудит           |
| 2002      | Особо тяжкие преступления            | High Crimes                            | Джеки            |
| 2002      | В чужом ряду                         | Changing Lanes                         | Синтия           |
| 2002      | Игби идёт ко дну                     | Igby Goes Down                         | Рэйчел           |
| 2003      | Всё, что мы делаем                   | Whatever We Do                         | Пэтти            |
| 2003      | Идентификация                        | Identity                               | Пэрис Невада     |
| 2003      | Любовь по правилам и без             | Something’s Gotta Give                 | Мэрин            |
| 2004      | Девять ярдов 2                       | The Whole Ten Yards                    | Джилл            |
| 2004      | Мелинда и Мелинда                    | Melinda and Melinda                    | Сюзан            |
| 2005      | Больше, чем любовь                   | A Lot Like Love                        | Эмили Фрихл      |
| 2005      | Сириана                              | Syriana                                | Джулия Вудмен    |
| 2006      | Гриффин и Феникс: На краю счастья    | Griffin & Phoenix                      | Сара Феникс      |
| 2006      | Экс-любовник                         | The Ex                                 | София Ковальски  |
| 2006—2007 | Студия 60 на Сансет-Стрип            | Studio 60 on the Sunset Strip          | Джордан Макдир   |
| 2007      | Битва за планету Терра               | Battle for Terra                       | Мария            |
| 2007      | Дитя с Марса                         | Martian Child                          | Харли            |
| 2008      | Пять долларов в день                 | Five Dollars a Day                     | Мэгги            |
| 2008      | Секретные материалы: Хочу верить     | The X-Files: I Want to Believe         | Дакота Уаитни    |
| 2008      | Что тебя не убивает                  | What Doesn’t Kill You                  | Стэйси Рейли     |
| 2009      | 2012                                 | 2012                                   | Кейт             |
| 2010      | Квантовый квест: Космическая одиссея | Quantum Quest: A Cassini Space Odyssey | Рейнджер         |
| 2010      | Ненужные вещи                        | Please Give                            | Мэри             |
| 2010      | Путешествия Гулливера                | Gulliver’s Travels                     | Дарси            |
| 2011      | Склонность                           | Bent                                   | Алекс            |
| 2012      | Хорошая жена                         | The Good Wife                          | Лаура Хеллинджер |
| 2013      | Поймай толстуху, если сможешь        | Identity Thief                         | Триш Патерсон    |
| 2013      | Дорога, дорога домой                 | The Way Way Back                       | Джоан            |
| 2018      | Романовы                             | The Romanoffs                          | Джулия Уэллс     |